# Zasłużony Działacz Sztuk Federacji Rosyjskiej

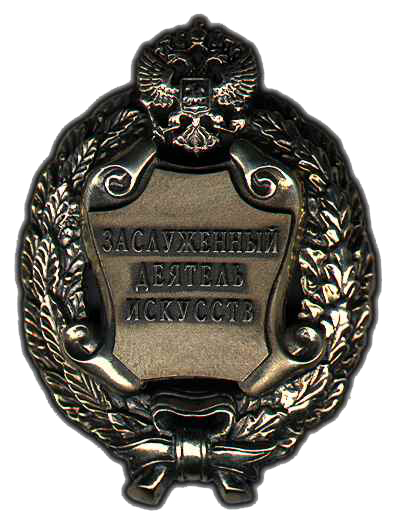
Odznaka „Zasłużony Działacz Sztuk Federacji Rosyjskiej”

Zasłużony Działacz Sztuk Federacji Rosyjskiej (ros. Заслуженный деятель искусств Российской Федерации) – tytuł honorowy, ustanowiony przez prezydenta Federacji Rosyjskiej w roku 1995. Historycznie pochodzi od tytułu Zasłużony Działacz Sztuk RFSRR, który został ustanowiony 10 sierpnia 1931 roku przez Prezydium Naczelnej Rady RSFSR.
Tytuł przyznaje się działaczom kultury, którzy wnieśli znaczący wkład w rozwój kultury i sztuki, za wybitne zasługi w wychowaniu i przygotowaniu twórczych kadr, tworzeniu prac naukowych oraz pracującym w dziedzinie sztuki dłużej niż 15 lat.